# De Zwaluw (Kesteren)
De Zwaluw is een korenmolen in Kesteren in de Nederlandse provincie Gelderland.
De molen is in 2002 nieuw gebouwd voor de familie Timmer met gebruikmaking van onderdelen van een Duitse molen. De naam De Zwaluw is een verwijzing naar de verwoeste molen in Brakel die eens eigendom was van dezelfde familie.
De Zwaluw is een grote achtkante bovenkruier met bijgebouwen waarin in onder andere een restaurant gevestigd is. De roeden van het wiekenkruis zijn voorzien van het fokwieksysteem met remkleppen en zeilen. De molen is maalvaardig uitgerust met twee koppels maalstenen (een blauwe steen en een natuursteen) en maalt regelmatig op vrijwillige basis.